# Tijat
Tijat (olaszul: Diat) egy lakatlan sziget Horvátországban, Észak-Dalmáciában, Vodicétől délre. A Šibeniki szigetvilág része.

## Leírása
Tijatot északról Logorun, északkeletről Prvić, délkeletről pedig Zmajan szigetei veszik körül. Hosszúsága 3,5 km, szélessége 1,1 km, területe 2,78 km². A sziget mészkőből épül fel. Legmagasabb pontja a Vela glava 118 m. Partvonalának hosszúsága 10,5 km, a tagoltsági együttható 1,8. Tágas öble a Tijašćica. A déli part mentén fekszik a Kamenica-sziget.

## Közlekedés
A szigeten a korábbi számos út mára eltűnt. Azok, amelyek még mindig léteznek, ma már nehezen járhatóak.

## Nevezetességei
A sziget tetején egy nagy, 1933. március 3-án felállított vaskereszt található, amelyhez különös legendák fűződnek. A kereszt helyének rendezése közben találtak egy glagolita felirattal ellátott sírt is.

## Növény- és állatvilág
A múltban a sziget erdős volt és szántókkal. Ma már csak kopár karsztos területek találhatók rajta némi macchiával. A szigeten becslések szerint 2500 olajfa van, de a muflonok pusztítása miatt számuk jelentősen csökkent.
1992-ben 14 pár muflont hoztak Tijat szigetére, és idővel e vadak száma ötszáz egyedre nőtt.

## Fordítás
Ez a szócikk részben vagy egészben  a   Tijat című horvát Wikipédia-szócikk ezen változatának fordításán alapul.  Az eredeti cikk szerkesztőit annak laptörténete sorolja fel. Ez a jelzés csupán a megfogalmazás eredetét és a szerzői jogokat jelzi, nem szolgál a cikkben szereplő információk forrásmegjelöléseként.